# Pansionata Ólguinka
Pansionata Ólguinka (del ruso: Пансиона́та «О́льгинка») es un posiólok del raión de Tuapsé del krai de Krasnodar, en el sur de Rusia. Está situado en las estribaciones meridionales del extremo oeste del Cáucaso Occidental, en la orilla nororiental del mar Negro, 20 km al noroeste de Tuapsé y 93 km al sur de Krasnodar, la capital del krai. Tenía 193 habitantes en 2010.
Pertenece al municipio Novomijáilovskoye.

## Historia
El asentamiento de pensiones Ólguinka fue registrado como localidad del krai de Krasnodar el 15 de noviembre de 1977. El 1 de enero de 1987 contaba con 801 habitantes.

## Transporte
Por la localidad pasa la carretera federal M27.